# Андре Лорі
Жан-Франсуа́ Паска́ль Груссе́ (фр. Jean-François Paschal Grousset; 7 квітня 1844, Корте, Франція — 9 квітня 1909, Париж), відомий під псевдонімом Андре Лорі (фр. André Laurie) — французький письменник-фантаст, автор пригодницької літератури. Послідовник і співавтор Жуля Верна, член Паризької комуни 1871 року, публіцист.

## Життєпис
Народився 7 квітня 1844 року в місті Корте (Корсика).
Наприкінці 1860-х років співпрацював у республіканській газеті La Marseillaise; за антибонапартистські виступи зазнавав переслідувань. У січні 1870 року ім'я Груссе стало широко відомим через його дуель, що не відбулася, з принцом П'єром Наполеоном Бонапартом, який у гніві застрелив його секунданта, журналіста Віктора Нуара. Входив до Комісії зовнішніх зносин та Виконавчої комісії Комуни. Примикав до бланкістського крила Комуни. Після придушення Паризької Комуни був засланий на Нову Каледонію, звідки 1874 року втік до Австралії. Перепливши через океан, жив спочатку в США, потім у Англії. Повернувся до Франції після амністії 1880 року. У 1870-1890-х роках займався літературною та публіцистичною діяльністю. У 1893-1909 роках - член Палати депутатів.
Завдяки підтримці Жуля Верна став публікуватися у видавництві П'єра Етцеля, спеціалізуючись на шкільних історіях та пригодницьких і фантастичних творах. Першою такою публікацією став роман "П'ятсот мільйонів Бегуми" (1879) - патріотична фантастика з критикою німецького націоналізму. Виведений у романі образ лиходія доктора Шульце багато в чому передбачив нацистів. Сюжетну основу Груссе Верн перетворив на повноцінний роман. Оскільки на той момент Груссе ще був політичним в'язнем, в книзі його вказали під псевдонімом Андре Лорі, яким він надалі користувався постійно.
Одним із найвідоміших і найцікавіших представників ранньої космічної фантастики став найоб'ємніший роман Лорі «Вигнанці Землі» (1887), який багато в чому заклав риси жанру космічної опери. Англійською роман вийшов під назвою «Завоювання Місяця» (The Conquest Of The Moon: A Story of the Bayouda), російською - «На Місяць» (На Луну). Інші роботи Лорі («Рубін Великого Лами», «Атлантида») зберігають вплив Верна, їх можна зарахувати до стимпанку. Дещо наївні за змістом, спрямовані насамперед на дитячу та юнацьку аудиторію, книги Лорі зберігають захопливу пригодницьку інтригу та цікаві фантастичні елементи.
Помер 9 квітня 1909 року в Парижі. Поховано на цвинтарі Пер-Лашез.

## Романи
Андре Лорі - автор серії пригодницьких романів, щонайменше три з яких написав у співпраці з Жулем Верном. Серед творів можна виділити серію про пригоди родини колоністів Массей на шляху до Африки й назад (Жерар і Коллета, Поклад Жерара, Коллета в Родезії, Лазуровий гігант):
- П'ятсот мільйонів Бегуми (1879; у співавт. з Ж. Верном) - листування між Верном і Етцелем показує, що від оригінальної ідеї Лорі Верн використав фабулу, значно допрацювавши і розширивши первісну схематичну задумку Лорі, залишивши при цьому патріотичну патетику.
- Життя англійського коледжу (La vie de collège en Angleterre; 1881)
- Мемуари школяра (Mémoires d'un Collégien; 1882)
- Рік у паризькому коледжі (Une année de collège à Paris; 1883)
- Історія ганноверського школяра (Histoire d'un Écolier Hanovrien; 1884)
- Південна зоря (1884; у співавт. з Ж. Верном)
- Спадкоємець Робінзона (L'Héritier de Robinson; 1884)
- Тіто-флорентієць (Tito le florentin; 1885)
- Знайда з «Цинтії»[fr] (1885; у співавт. з Ж. Верном)
- Капітан Трафальгар (Le Capitaine Trafalgar; 1886)
- Навколо японського ліцею (Autour d'un lycée japonais; 1886)
- Севільський бакалавр (Le bachelier de Séville; 1887)
- Вигнанці Землі (Les Exilés de la terre; 1887/1888; англійською перекладено під назвами «Завоювання Місяця" (The Conquest Of The Moon: A Story of the Bayouda) і «Місячне акціонерне товариство» (Sêléné Company Limited); російською - під назвою На Місяць)
- Мемуари російського школяра (Mémoires d'un Collégien russe; 1889)
- Через океан. Від Нью-Йорка до Бреста за сім годин (De New York à Brest en Sept Heures; 1888/1889).
- Таємниця мага (Le Secret du Mage; 1890)
- Аксель Еберсон (Axel Eberson; 1891)
- Рубін великого лами (Le Rubis du Grand Lama; 1892/1894)
- Повість планети Марс (Un Roman dans la Planète Mars; 1895)
- Атлантида (Atlantis; 1895; англійською - під назвою «Кришталеве місто під водою» (The Crystal City Under The Sea)).
- Афінський школяр (1896)
- Жерар і Колетта (1897/1903; російською - під назвою "Шукачі золота" (Искатели золота))
- Дядечко Чикаго. Шкільні звичаї в Америці (L'Oncle de Chicago; 1898)
- Le Filon de Gérard (1900; в англійському виданні - "Претензії Жерара» (Gerard’s Claim))
- Коллета в Родезії (Colette en Rhodésie; 1901)
- Через Університет Сходу. Світовий тур холостяка (À travers l'université de l'Orient. Le tours du monde d'un bachelier; 1901)
- Таємниця вулкана (Le secret du volcan; 1902)
- Випускник Сорбонни (L'escholier de la Sorbonne; 1903)
- Дах світу, пригода в Гімалаях (Le toit du monde, aventure sur l'Himalaya; 1902-1904)
- Лазуровий велетень (Le Géant de l'Azur; 1904)
- Володар безодні (Le Maître de l'Abîme; 1905)
- Семестр у Швейцарії (Un semestre en Suisse; 1905)
- Невидимий оболонка (L'obus invisible; 1905)
- Париж у Тімбукту (Paris à Tombouctou; неопублікований, 1905)
- Німий Спиридон (Spiridon le Muet; 1907)